# Manfredo Fanti
Manfredo Fanti (Carpi, 23 de febrero de 1806 – Florencia, 5 de abril de 1865) fue un general y político italiano, recordado por ser el fundador del Ejército de Italia.

## Biografía
Hijo de Antonio y de Silea Ferrari Corbolani, creció como súbdito del Ducado de Módena. En el 1825 fue admitido en el ejército del duque Francisco IV y, después de cinco años de estudios, consiguió la licenciatura en ingeniería y es promovido a oficial del Arma del Genio.

### La participación en los motines de 1830-1831
En el 1831 adhirió al Gobierno insurrecional de Módena, que había asumido el poder después de la captura de Ciro Menotti y la fuga del Duque. Luchó en Romaña con las tropas de Carlos Zucchi, destacándose en el combate de Rimini del 25 marzo.
Después de la capitulación de Ancona, condenado al impiccagione, se refugia en Francia, donde reinaba Luis Felipe I, pudiendo ser enrrolado en el Cuerpo del Genio. En el 1834 cogió parte a la tentativa revolucionaria de Mazzini (la denominada invasión de la Saboya). 

### El exilio en España
En el 1835 pasó en España, donde permaneció durante trece años, para enrrolarse voluntario en el Ejército de la regente María Cristina, en las guerras carlistas. Fue teniente en el 5.º Batallón de Cataluña, luego capitán así pues mayor, siempre para mérito de guerra. 
Conoció a varios compañeros de Módena que formaban en el Regimiento de Cazadores de Oporto que dirigía Cayetano Borso de Carminati, por lo que solicitó, y obtuvo, su ingreso en este cuerpo en mayo de 1836, combatiendo entre julio y septiembre en diversas acciones contra los carlistas. Estuvo presente en la acción del Bruch (Barcelona), el 4 de marzo de 1836, recibiendo en recompensa la Cruz de San Fernando de 1.ª clase. En estos años fue autor del levantamiento de mapas de diversos puntos de la zona del Maestrazgo.
Incorporado al Estado Mayor de la Brigada que encuadraba al Oporto, tomó parte en la acción de Torreblanca, mereciendo una mención. En mayo y junio intervino en las acciones de La Cenia, Rosell, Catí, Balcón de Morella y Cherta. Por su conducta en la batalla de Chiva, el 15 de julio de 1837, logró una segunda Cruz de San Fernando de 1.ª clase.
En 1838 intervino en la acción de Linares, en el sitio de Lucena y en la acción de Alcora, logrando el empleo de capitán por méritos de guerra. El 19 de agosto de 1838 dejó el Regimiento de Oporto y pasó a prestar sus servicios en el Estado Mayor del Ejército del Centro, con el que intervino en la acción de la Sierra de las Useras, en julio de 1839. Posteriormente le fue propuesto el pase del Cuerpo Franco al Ejército regular español, que aceptó, descendiendo al empleo de subteniente e incorporándose al Regimiento de Infantería de Voluntarios de Navarra 6.º de Ligeros, perteneciente al Ejército del Centro. En octubre de 1839 fue ascendido a teniente por su conducta en la acción de Torre de Miravet. Tras intervenir en el sitio y toma de Aliaga y de Alcalá de Chivert logró el empleo de capitán.
Continuó combatiendo en el Ebro, en el Reino de Valencia y, más tarde, en Aragón, Navarra y País Vasco, ascendiendo a comandante por méritos de guerra. En 1841 se le nombró adicto al Estado Mayor del Distrito de Castilla la Nueva, del que un año después pasó al Distrito de Cataluña y muy pronto al de Valencia con el empleo de segundo comandante del Cuerpo de Estado Mayor, dirigiendo desde este puesto el asedio de Alicante y Cartagena en el año siguiente.
Consiguió el grado de teniente coronel de Caballería por méritos de guerra en 1844, pasando al año siguiente al Estado Mayor del Ejército en Madrid.
En 1847 persiguió a partidas carlistas en Aragón, 8 se hizo cargo de una unidad para perseguir a los carlistas en las montañas de Chelva, en el Maestrazgo, y al año siguiente se le concedió el grado de coronel y la Encomienda de la Orden de Isabel la Católica, y fue nombrado jefe del Estado Mayor de la Capitanía General de Madrid.
En el 1839 entró en el ejército regular español y en el 1847 es promovido a coronel de caballería asumiendo las funciones de jefe de Estado Mayor del comando general de Madrid. Se casó con Carlota Tió de Valencia.

### El regreso en Italia

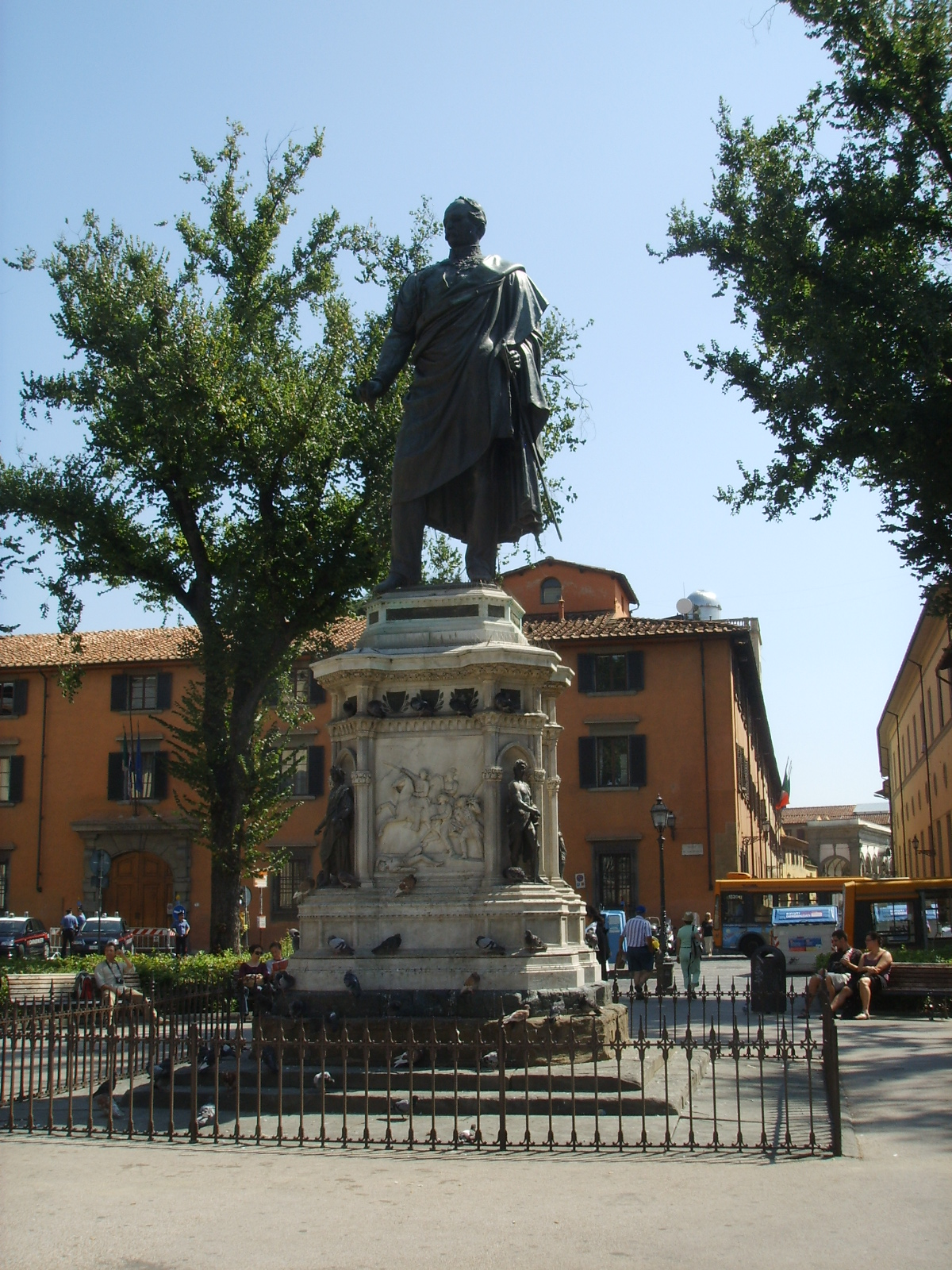
Monumento al General Manfredo Fanti, Florencia

De vuelta a Italia en el 1848 al brote de la antes guerra de independencia ofreció en vano sus servicios a Carlos Alberto, rey de Cerdeña y al Gobierno Provisional de la Lombardía. Solamente en julio de 1848, este último le confió el encargo de prestarse a la defensa de la ciudad de Vicenza, con el grado de mayor general. 
Después del abandono del Véneto, participó en las fallidas operaciones en defensa de Brescia, Milán y Alejandría. En Milán tuvo un cierto rol en el garantizar la seguridad de Carlos Alberto, amenazada por los milaneses furiosi para la noticia de la entrega de la ciudad a los austríacos del Radetzky.
En el noviembre del 1848 asumió el mando de la 2.ª Brigada de la «División Lombarda», formada por voluntarios lombardos, con el grado de general de Brigada. 
En el 1849 es admitido al Congreso consultivo permanente de guerra y elegido diputado al Parlamento subalpino para el collegio de Nizza Monferrato. Participó a la campaña del 1849 y, después del desastre de la batalla de Novara del 23 marzo, sucedió a su superior, el general Gerolamo Ramorino, considerado responsable del mismo y fusilado por negligencia.
En el abril de 1849 impidió a su división, a pesar de la voluntad de los soldados, de intervenir en la defensa de los genoveses sublevados contra el Rey, contra los cuales era en acta la violenta represión mandada de Alfonso La Marmora. Fanti vino en cambio sospechado de traición y sin embargo de desacuerdo con el comportamiento de La Marmora y de otros oficiales. Estuvo procesado así pues con la acusación de ser corresponsable con Ramorino en los anteriores hechos de Novara, de los cuales fue absuelto, pero fue, sin embargo, alejado del ejército sardo.
Fanti (que llegó a ser súbdito sardo en 1850) sólo en el 1855 pudo obtener un nuevo comando y participó en la expedición piemontesa a la guerra de Crimea, en la que conduce la Segunda Brigada Provisional. En el curso de la segunda guerra de independencia, con el grado de lugarteniente general, mandó la 2.ª División, señalándose especialmente en los combates a Magenta, Palestro y a San Martino. Logró la insignia de la Cruz de Caballero de la Orden Militar de Saboya.

### La carrera política y militar
Estando destinado en 1849 en el Estado Mayor de la Capitanía General de Valencia, solicitó licencia para marchar a Italia con motivo de la guerra entre el Piamonte y Austria, siendo rechazados sus servicios por los gobiernos del Piamonte y provisional de Lombardía, sufriendo el rechazo de sus compañeros, que le llamaban El español, concediéndosele por fin el mando de una brigada lombarda. Tras la derrota piamontesa en Novara, volvió a Valencia en septiembre de 1850 para atender a su mujer en una enfermedad que no pudo superar, de la que falleció el 17 del mismo mes. En 1853 hizo su último viaje a España.
En Italia su actuación fue muy cuestionada, por lo que sus servicios no fueron vueltos a utilizar hasta la expedición a Crimea en 1855. En 1859, al estallar de nuevo la guerra contra Austria, se le dio el mando de la 2.ª División, con la que contribuyó a las victorias de Pallestro, Magenta y San Martino.
Una vez firmada la paz de Villafranca, se le confió la organización del ejército de la Liga Italiana Central, consiguiendo formar muy pronto un cuerpo de 45.000 hombres, cuyo segundo jefe era Garibaldi. A continuación, fue nombrado ministro de la Guerra.
En 1860 invadió los Estados Pontificios y derrotó a las fuerzas papales, tras lo cual regresó a Turín para llevar a cabo la reorganización del Ejército. Su oposición a la admisión en las filas del ejército regular de los siete mil oficiales de las tropas de Garibaldi le acarreó una gran impopularidad.

### Los últimos años y la muerte
A la muerte de Cavour, el 7 de junio de 1861 dimitió del ministerio, para asumir el mando del VII Cuerpo del Ejército. Se vio pronto golpeado por una grave enfermedad que lo obligó a retirarse a vida privada en el 1863, y luego lo llevó a la muerte, en Florencia, el 5 de abril de 1865. Fue enterrado en la Catedral de Carpi; su sepulcro se encuentra cerca de la entrada de la puerta central.

## Premios y distinciones
- Caballero de la Orden de San Fernando (Reino de España) — Madrid, 15 de julio de 1837.
- Comendador de la Orden de Isabel la Católica (Reino de España) — Madrid, mayo de 1848.
- Caballero de la Orden de Medjidié (Imperio otomano) — Estámbul, 6 de enero de 1860.
- Gran Oficial de la Orden de la Legión de Honor (Francia) — París, 12 de enero de 1860.
- Oficial de la Orden de Leopoldo (Bélgica).
- Medalla inglesa de la Guerra de Crimea.
- Medalla francesa conmemorativa de la segunda guerra de Independencia italiana (1859).
- Caballero de la Gran Cruz de la Orden de los Santos Mauricio y Lázaro — Turín, 4 de octubre de 1860.
- Caballero de la Gran Cruz de la Orden militar de Saboya — Turín, 4 de octubre de 1860.